# Sulcia inferna
Sulcia inferna är en spindelart som beskrevs av Josef Kratochvíl 1938. Sulcia inferna ingår i släktet Sulcia och familjen Leptonetidae.
Artens utbredningsområde är Kroatien. Inga underarter finns listade i Catalogue of Life.